# 관악 푸르지오
관악 푸르지오(영어: Gwanak PRUGIO)는 대한민국 서울특별시 관악구 봉천동에 위치한 아파트 단지이다.